# 만년필

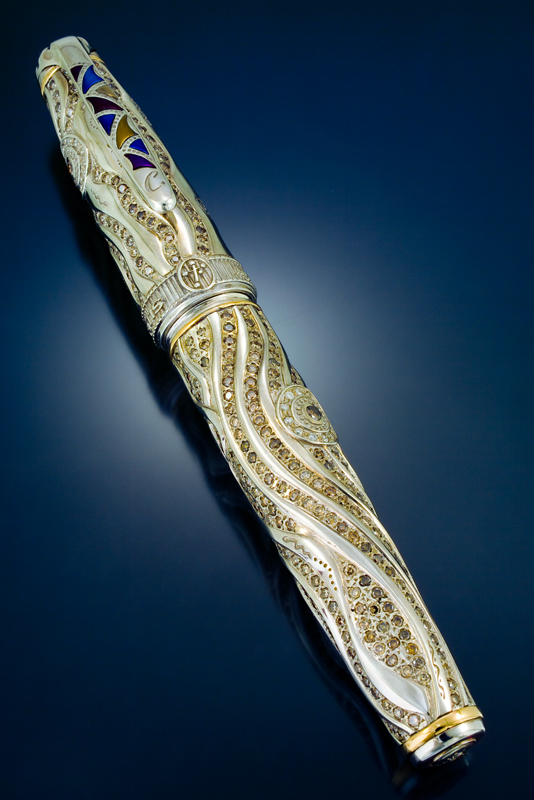
오스트리아 총리의 샴페인 다이아몬드 만년필

만년필(萬年筆, 영어: Fountain Pen)은 몸통에 잉크를 저장하는 잉크통이 들어 있는 필기구이다. 여기서 잉크는 중력과 모세관 현상으로써 펜촉에 공급된다. 만년필 잉크통에 잉크를 넣는 방법은 일회용 잉크 카트리지를 안에 넣는 방법과 만년필 내부에 장착된 작은 병에 넣는 방법과 잉크를 펜촉을 통해서 잉크통에 넣는 방법이 있다. 과거에 생산된 만년필은 내부에 고무를 넣고 압축과 이완을 이용해서 잉크를 충전하는 방식이었으나, 현대에 생산된 만년필에는 일회용 카트리지를 사용하거나 스크류나 피스톤 방식으로 잉크를 넣을 수 있는 잉크통인 컨버터 방식이 많이 사용된다.

## 만년필의 개발

### 최초의 만년필
만년필의 기원은 10세기 고대 이집트까지 거슬러 올라간다. 거꾸로 뒤집어도 잉크가 쏟아지지 않도록 고안된 것이 당시의 만년필이다.
르네상스 시대의 레오나르도 다 빈치는 중력과 모세관 현상을 이용한 만년필을 발명하여 단면도를 남겼다. 이 단면도는 후에 재현되어 박물관에 전시되었다.

### 근대의 만년필
현대적 구조의 만년필은 영국의 프레드릭 폴슈(Frederick Fölsch)가 최초로 발명했다. 하지만 이 최초의 만년필은 잉크를 조절하지 못하는 한계가 있었다. 1884년 루이스 에드슨 워터맨(Lewis Edson Waterman)이 단점을 보완한 만년필을 만들었다. 워터맨은 당시 보험원으로 일하였었는데, 어느 날 깃펜으로 계약서에 서명하려던 고객이 잉크를 묻히던 중 잉크가 쏟아지는 일이 있었다. 깃펜은 잉크에 계속 담궈서 써야한다는 단점이 있고 이렇게 사용 중 잉크가 쏟아지는 경우가 있었다. 당황한 루이스 에드슨 워터맨은 다시 계약서를 가져온다고 하였으나 고객은 불길한 징조라고 하여 계약을 하지 않고 갔다. 이에 워터맨은 잉크를 묻히지 않고 잉크를 펜 속에 저장시켜 사용할 수 있는 펜을 구상하기로 하고, 1884년 마침내 만년필을 개발하여 보험회사를 그만두고 자신이 만든 만년필을 판매하는 사업을 하였다. 그는 자신이 세운 만년필 회사와 개발한 펜의 이름을 자신의 이름을 따 워터맨(Waterman)으로 지었으며, 이는 현대까지도 유명 만년필 브랜드로 이어져오고 있다.

### 현대의 만년필
20세기 중반에 들어서며 더 편리하게 사용할 수 있는 볼펜이 시장을 점령하게 되어 마땅한 대안을 취하지 못한 브랜드는 도태되었다. 현재 남아있는 대부분의 브랜드는 일상에서 사용하는 필기구에서 벗어나 자사의 고급화 정책을 통해 디자인과 품질적인 면을 부각시켜 살아남았다.

## 만년필의 용도와 잉크
만년필은 그 용도에 따라 잉크가 달라지는 경우가 있다.

### 예술
만년필은 로마자 알파벳을 표기하려고 발명되어 지속으로 개량되어 제작된 필기구로서 많은 유명한 작가와 미술가에게 만년필은 종이 위에 잉크로 쓰거나 그리는 최고 도구로 여겨진다. 그러나 깃촉펜(quill)처럼 미술가가 선호하는 유성 잉크와 함께 사용할 수 없는 단점이 있다. 이를 보완하기 위해 내수성이 있는 특수 잉크가 존재한다.

### 서명
만년필은 그 유래가 깊은 만큼 여러 역사적 순간을 함께 해 온 필기구라고 할 수 있다. 공적인 상황이나 중요한 문서에 서명할 경우 만년필을 사용하는 경우를 흔히 발견할 수 있다. 하지만 만년필은 왼손잡이가 아니라면 일반적으로 당기면서 사용하는 필기구이고 직선을 표현하기에는 부적절하여 한글에는 잘 맞지 않는 경향이 있다. 서명을 목적으로 하는 경우 '퍼머넌트(Permanent)', '피그먼트(Pigment)', '아이언 갤(Iron Gall)' 등의 잉크를 사용하는데, 이러한 잉크를 사용하는 경우 펜 관리에 노력을 더욱 기울여야 한다.

## 촉(Nib)
현대의 촉은 보통 부식에 강한 스테인리스 스틸 또는 14K나 18K의 금으로 만들어진다. (일본의 세일러 사는 21K를 사용한다) 금촉은 촉 끝에 마찰에 강한 백금(Pt)계 합금으로 촉 끝을 대어 급속한 마모를 최소화한다. 촉 끝에 융착하는 이 재료에는 이리듐이 사용되는데 이 재료를 사용하는 회사는 소수에 불과하다. 강철 촉은 더 단단할 수 있으나 촉 끝에 이리듐을 위시한 마찰에 강한 백금계 합금 재료를 대지 않은 강철 촉의 경우 종이와 마찰 탓에 비교적 빠르게 닳는다. 촉은 닳아 없어지면서 사용자의 스타일에 맞게 스스로 조정되는데 이것을 사람들은 '만년필을 길들인다'고 표현하기도 한다. 모든 펜촉은 폭이 좁은 점으로 잉크를 종이로 운반하며, 점의 크기(Extra Fine, Fine, Medium, Broad)가 다르더라도 촉의 구조는 유사하다. 펜의 촉은 브랜드와 시리즈 별로 닙이 다른 경우가 있다.

### 오픈 닙(Open nib)
필기구의 상징을 만년필이라고 한다면 만년필의 상징은 오픈 닙이다. 그 만큼 보편적인 형태의 닙이며 가장 흔하게 볼 수 있다. 촉이 훤히 드러나 잉크가 쉽게 마르는 단점이 있지만 이를 보완하는 다른 닙 형식들에 비해 디자인적으로 우월하다.

### 인레이드 닙(Inlaid nib)
셰퍼 사에서 개발한 닙으로, 닙과 몸체가 일체형이다. 촉에 이상이 있는 경우 교체하기 힘들다.

### 인셋 닙(Inset nib)
손톱을 닮은 모양으로, 인레이드 닙과 비슷한 형식을 취하지만 닙이 분리가 가능하다는 점에서 구분된다. 힘을 주어 사용하는 경우 분리되어 고장나는 경우가 있다.

### 인테그럴 닙(Integral nib)
파커 사에서 개발한 닙으로, 인레이드 닙과 마찬가지로 닙과 몸체가 일체형이다.

### 트라이엄프 닙(Triumph nib)
쉐퍼 사에서 개발한 닙으로, 촉이 펜의 곡선과 함께 둥글게 말려 있는 모양이다.

### 후디드 닙(Hooded nib)
오픈 닙 다음으로 흔한 닙의 모양으로 몸체의 일부가 돌출되어 닙의 대부분을 가리는 구조로 되어있어 잉크가 잘 마르지 않는다.

### 플랙스 닙(flex nib)
플렉스 닙은 켈리그래피를 할때를 위해 쓰이며 닙을 누르면 만년필의 닙이 구부러져서 글자가 굵게 나온다. 누르면서 쓰는 재미가 있어서 몽블랑,등 많은 기업에서 플랙스 닙 제품들을 생산/판매하고 있다

### 닙 제조사
모든 만년필 제조사가 자체적으로 닙을 제조하지는 않는다. 닙을 자체생산하는 브랜드는 극히 일부에 불과하며 대부분 제조사는 바디만 제조하고 닙은 독일의 복 사와 요보 사에서 납품받는 방식이다.

#### 닙을 자체생산하는 브랜드
- 독일: 펠리칸, 몽블랑, 라미
- 일본: 세일러, 플래티넘, 파이롯트
- 미국: 파카
- 프랑스: 워터맨
- 이탈리아: 오로라, 비스콘티

## 피드
닙에 잉크를 공급하는 부품. 닙의 아랫부분에 위치한다.
과거에는 에보나이트라는 경화고무 소재를 사용하였으나, 현대에 들어서는 일부 고가 제품에만 에보나이트 피드를 사용하며 대부분 플라스틱 피드를 사용한다. 그 이유는 에보나이트가 가공하기 까다롭기 때문. 하지만 에보나이트는 친수성으로 인해 잉크를 더 잘 머금고, 닙마름이 적어 흐름을 더 좋게 한다. 따라서 일부 고가 제품이나 한정판 등에서 활용된다.

## 잉크 주입 방식
1880년대 워터맨 이후 초기의 만년필은 아이드로퍼 방식이라고 하여, 안약을 넣는 스포이드와 유사한 도구를 사용하여 넣었다. 이후 1900년대 초 콘클린으로 대표되는 크레센트 필러가 발표된 이후 여러 만년필 회사들이 앞투어 만년필 잉크 주입 방식들을 내놓게 되었다. 파카로 대표되는 버튼필러, 쉐퍼로 대표되는 레버필러, 오노토로 대표되는 플런저 필러, 펠리칸으로 대표되는 피스톤 필러가 1900-20년의 시기에 발표된다.
이후 잉크 충전을 위해 사용하는 고무 주머니의 내구성의 문제, 충전량을 더 늘리고자 하는 시도 등으로 인해 파카에서 버큐메틱 필러을 내놓았고, 쉐퍼에서는 플런저 필러와 스노클 필러 등을 내놓았다. 이 외에는 스포이드처럼 잉크를 충전하는 에어로매트릭 필러 등 지금과는 비교할 수 없을 정도로 다양한 충전 방식이 소개되고 있었다.
하지만 1950년대 이후 출시된 만년필은 주로 컨버터/카트리지 겸용 방식을 활용한다.
컨버터 방식은 스크루, 피스톤을 활용해 잉크를 넣는 잉크통을 펜 안에 넣는 방식이며, 카트리지 방식은 일회용 잉크 통을 펜 안에 넣어서 볼펜 심 교체하듯이 잉크 통만 바꿔가며 쓰는 방식이다. 병 잉크를 사용하는 경우 컨버터, 피스톤 필러 방식을 사용해야 하며, 카트리지 방식에 비해 상대적으로 경제적이다. 병 잉크 용량만큼 카트리지를 갈아끼우며 쓰려면 제법 돈이 많이 나가기 때문. 카트리지 방식의 경우 컨버터를 이용할 수 있으나 간혹 카트리지 전용 모델이 존재하기도 한다. 예시로는 피어리스(Sailor), 리쿠르트(Sailor, 단종), 마이스터스튁 147(몽블랑) 등이 있다.
보통은 주사기를 이용해 카트리지에 잉크를 주입하여 재사용 하는데, 주사기 한 개에 약국에서 몇 백 원밖에 안 하니 비싼 컨버터를 사는 것보다 훨씬 경제적이고 카트리지가 컨버터보다 잉크 양이 많이 들어가기 때문에 이 방법을 선호하기도 한다. 단, 일반적으로 주사기 내부에는 윤활유로 처리가 되어 있기 때문에 잉크 성분에 따라서 윤활유가 결합하여 닙에 안 좋은 영향을 미칠 수도 있다. 잉크 충전용 툴(및 세척용 도구)이 발매되어 있으니 그걸 써도 좋다.

### 교체 방식
탈착식 잉크통이다.
- 카트리지
- 컨버터

### 빌트-인 방식
배럴 자체를 잉크통으로 쓰는 방식으로 탈착은 불가하지만 잉크 저장량이 상당하다는 장점이 있다.
- 아이드로퍼 필러
- 피스톤 필러
- 플런저 필러
- 스노클 필러
- 배큐메틱 필러
- 피스톤 버큐메틱 필러
- A식 필러

### 스포이드 방식
번거롭게 배럴에 직접 잉크를 넣던 아이드로퍼 방식 이후 처음으로 등장한 셀프 필링 방식. 1898년 콘클린의 크레센트 필러가 처음으로 상용화된 이후 대부분의 제조사가 채용하였다. 스포이드 방식들은 이름이 다르고 누르는 방법이 조금씩 차이가 날 뿐, 전체적으로 배럴 안에 들어있는 러버 색을 눌러서 잉크를 채우는 방식은 동일하다.
전체적으로 내부의 색이 노후화되면 교체해야한다는 단점이 있지만 파커 51 에어로매트릭 방식에 사용되는 프리 글래스 재질의 러버 색은 현재도 교체없이 잘만 작동할 정도로 튼튼하다.
- 크레센트 필리
- 레버 필러
- 버튼 필러
- 터치다운 필러
- 에어로메트릭 필러
- 스위치 레버 필러

### 기타
- 캐필러리 필러

### 참고 자료
- Finlay, Michael (1990). Western Writing Implements in the Age of the Quill Pen. Wheteral: Plains Books. ISBN 1-872477-00-3.
- Fischler, George - Schneider, Stuart (1992). Fountain Pens and Pencils. New York: Shiffer Publishing. ISBN 0-88740-346-8;
- Lambrou, Andreas (2003). Fountain Pens of the World. New York: Philip Wilson Publisher. ISBN 0-302-00668-0;
- 박종진(2013). 만년필입니다!. Seoul: 엘빅미디어 출판사. ISBN 978-89-94819-09-9;

## 같이 보기
- 분류:만년필 제조사
- 펜의 종류, 상표, 제조사 목록